# Somebody to Love (píseň, Jefferson Airplane)
„Somebody to Love“ je druhá skladba z druhého studiového alba skupiny Jefferson Airplane Surrealistic Pillow z roku 1967. Píseň napsal Darby Slick. Hudební časopis Rolling Stone ji zařadil na 274 pozici v jejich seznamu 500 nejlepších písní všech dob. Skladba vyšla i jako singl s písní „She Has Funny Cars“ na B-straně. Skladbu předělali například The Lambrettas, Aguaturbia nebo Ramones.

## Původní sestava
- Grace Slick – zpěv
- Marty Balin – tamburína
- Jorma Kaukonen – sólová kytara
- Paul Kantner – rytmická kytara
- Jack Casady – basová kytara
- Spencer Dryden – bicí